# Tver
Tver (oroszul: Тверь) város Oroszország európai részének központjában, a Volga partján, Moszkvától 167 km-re északnyugatra. Területe több mint 147 km². A Tveri terület székhelye, gazdasági és kulturális központja. Folyami kikötő.
1931–1990 között neve Kalinyin. (Mihail Ivanovics Kalinyin 1946-ig a Szovjetunió Legfelső Tanácsa Elnökségének elnöke, forma szerint államfő volt).
Lakossága: 403 606 fő, melyből 327 494 orosz, 5 332 ukrán, 2 902 örmény, 2 826 azeri, 1 799 fehérorosz, 1 714 tatár, 1 119 karjalai, 1 085 tadzsik, 1 040 üzbég, 584 grúz, 461 hindi, 430 lezg, 379 zsidó, 354 koreai, 331 csuvas, 308 csecsen, 289 német, 235 moldáv, 232 mordvin, 196 türkmén, 187 arab, 170 cigány, 170 kirgiz, 168 kazah, 130 baskír, 130 lengyel, 125 tabaszaran, 105 avar, 105 dargin, 105 lank stb. (a 2010. évi népszámláláskor).

## Fekvése, éghajlata

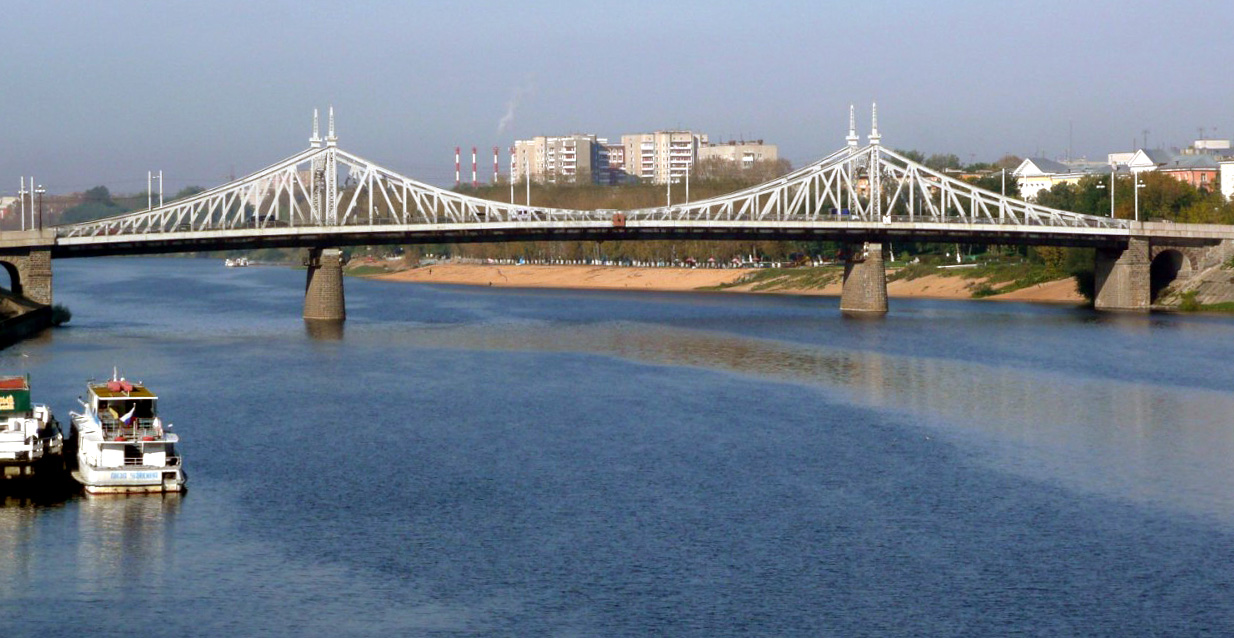
A Volga Tvernél

A Volga felső folyása mentén mindkét parton, két mellékfolyó: a jobb oldali Tymaka (73 km) és a bal oldali Tverca (188 km) torkolatánál fekszik. A Volga itt nyugat-keleti irányban folyik és két részre osztja a várost. A történelmi városmag a jobb parton terül el, a bal parti részt általában Volgántúlnak (Zavolzsje) nevezik.
A városnak négy kerülete van. A bal parti rész egyetlen kerület, a jobb parti rész egy nyugati, egy kisebb központi és egy keleti kerületre tagolódik. Éghajlata mérsékelten kontinentális. A januári középhőmérséklet -9,6 °C, a júliusi 18,2 °C. A csapadék évi mennyisége 593 mm.

## Népessége
| Lakosok száma | 416 442 | 419 363 | 420 065 | 425 072 | 424 969 |
|               | 2016    | 2017    | 2018    | 2020    | 2021    |

## Történeti áttekintés
Levéltári adatok szerint a Volga jobb partján, a Tymaka torkolatánál már a 9–10. században létezett település. Tver első erődítményét feltehetően 1130–1140 körül építették. Tatyiscsev 18. századi orosz történetíró azt írta, hogy Tvert 1181-ben alapították. Írott források először az 1127–1135-ös és az 1160-as éveknél említik, orosz évkönyvekben először 1208–1209-ben szerepel.
A 12. század második felében Tver apró erődítmény volt a Szuzdali Fejedelemség határán, a 13. század első harmadában pedig a Perejaszlavi Fejedelemséghez tartozott. 1238-ban Batu kán mongol-tatár csapatai elpusztították. Egy hipotézis szerint Tver eredetileg a Volga bal partján, a Tverca torkolatánál létezett és csak 1238-as feldúlása után költözött a jobb parti Tymaka torkolata mellé. 1247-ben a település a Tveri Fejedelemség székhelye lett, központja a tveri kreml volt.

### A 16. századtól
A 15. század közepén a kremlben kőből fejedelmi palota és több templom épült. A moszkvai államhoz csatolt (1485) Tver a 16. században is fontos kereskedelmi és kézműves központ maradt, és kőből újabb épületeket emeltek. 1569-ben azonban IV. Iván Novgorod ellen vonuló fegyveresei végigrabolták a várost. A 17. század eleji „zavaros időszak” harcai során a lengyel-litván seregek egy időre elfoglalták, és a korábban virágzó település szinte teljesen elnéptelenedett.
A moszkvai állam számára a Novgorodba vezető útvonalon fekvő Tver fontos volt, így a védműveket hamarosan rendbehozták, és a század közepére a város magára talált. A kremlben újabb építkezések kezdődtek, a falakon kívüli kisebb kereskedői és kézműves telepek is növekedésnek indultak.
1708-ban, a kormányzóságok megalakításakor Tver az Ingermanlandi (1710-től Szentpétervári-) kormányzósághoz, 1727-ben a Novgorodi kormányzósághoz került. Szentpétervár fővárossá válása és a Volga–Balti-tenger mesterséges vízi út megépítése a 19. század közepéig tartó gazdasági fellendülést hozott, Tver az átmenő kereskedelem fontos központjává vált. 1775-ben a Tveri helytartóság (1796-tól Tveri kormányzóság) székhelye lett.

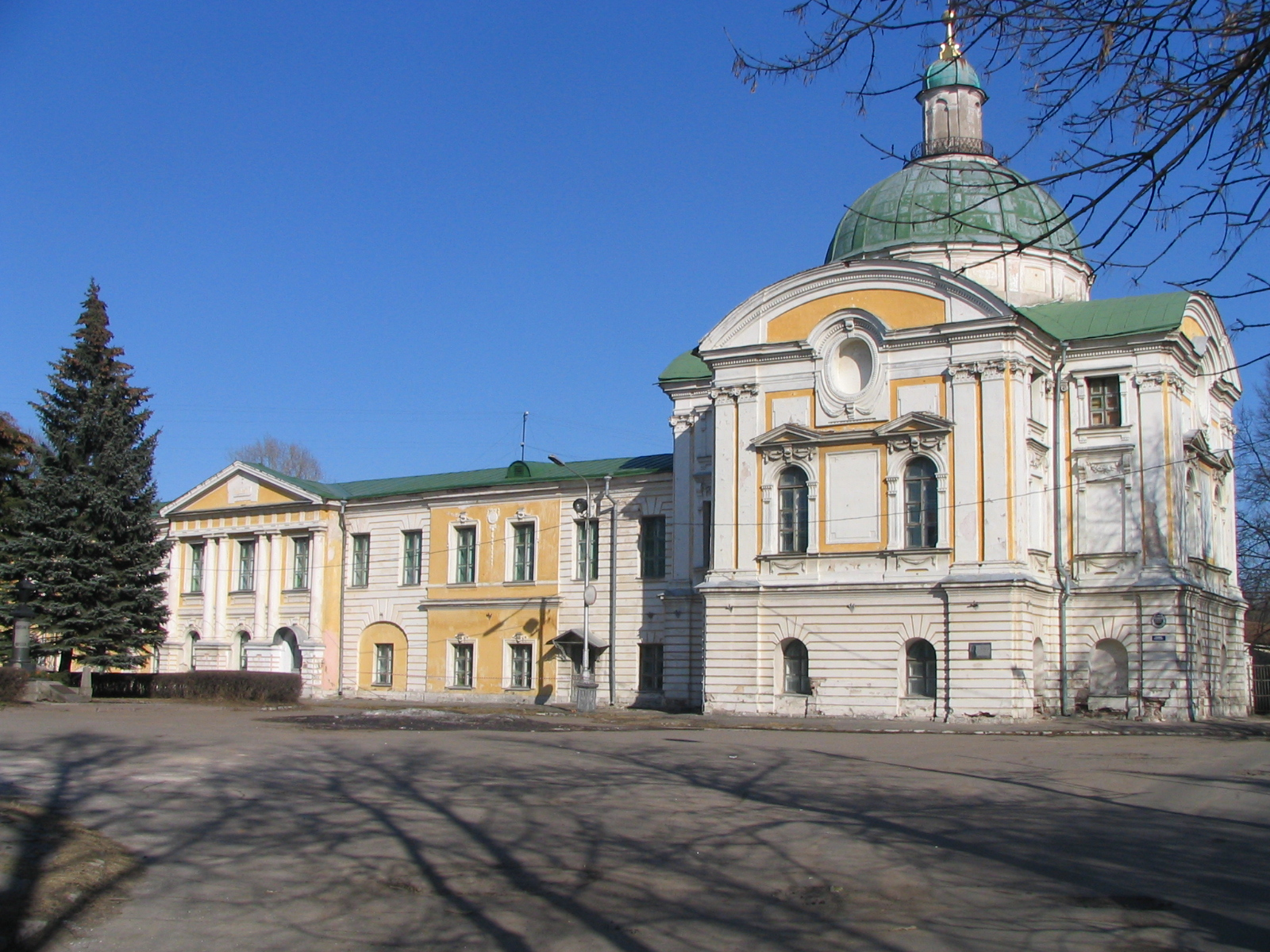
II. Katalin palotája

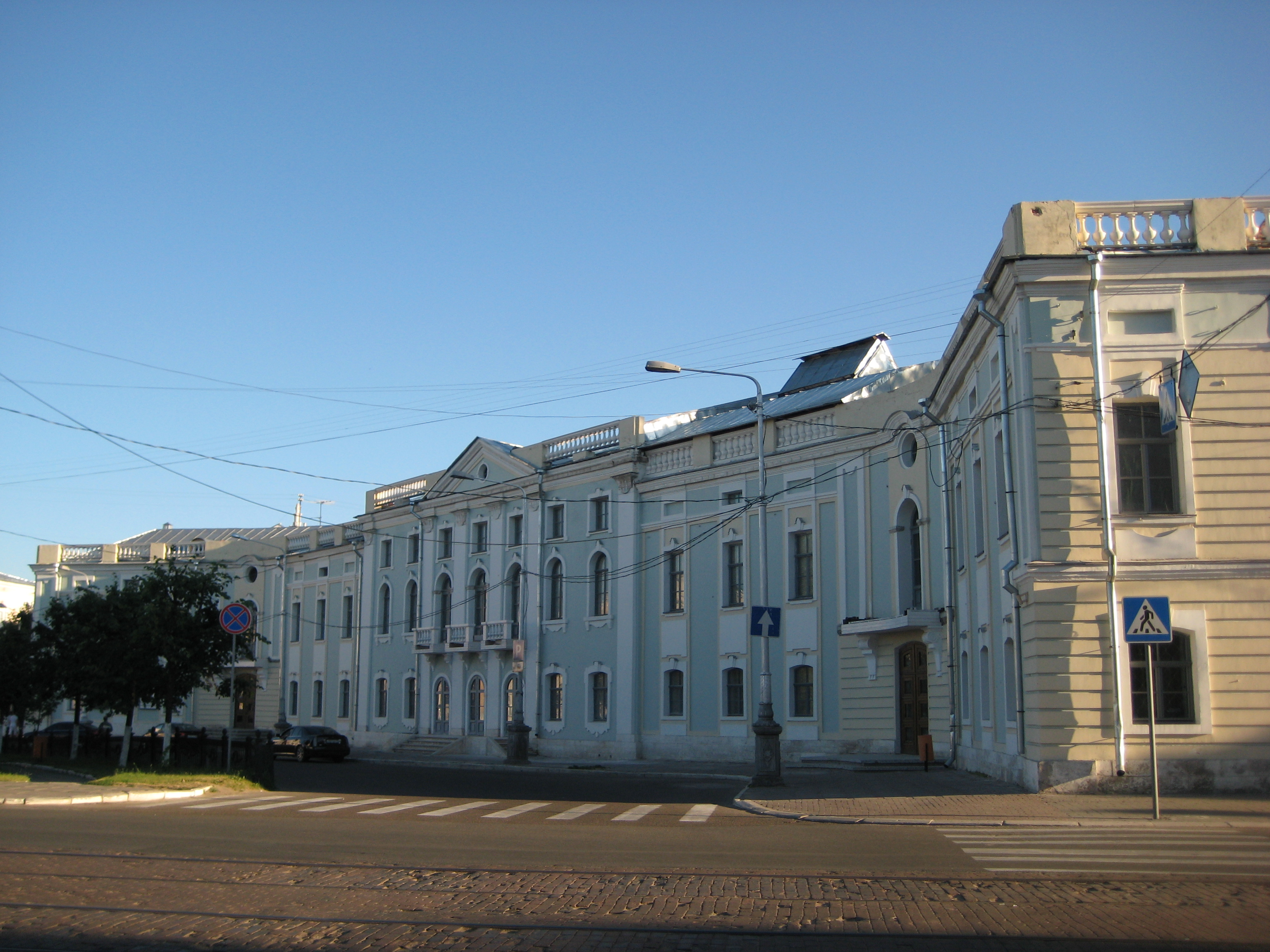
A hajdani magisztrátus épülete

1763-ban a legnagyobb részben faházakból álló várost hatalmas tűzvész pusztította. A következő években központilag elkészített terv alapján építették újjá. (Ez volt az első vidéki város, ahol építészek előre megtervezték az utcaszerkezetet; később ezt a gyakorlatot sok más orosz városban folytatták). Itt lényegében megismételték Szentpétervár legyezőszerű alaprajzát, melynek gerincét egyetlen pontban találkozó három sugárút alkotta. A történelmi városközpont ezt az utcaszerkezetet máig megőrizte. A 18. század utolsó harmadában emelték többek között a magisztrátus épületét és II. Katalin cárnő utazásai során használt, barokk elemekkel ötvözött klasszicista stílusú palotáját (utóbb egy ideig főkormányzói rezidencia volt). Egy 1773-as tűzvész a település Volgán túli részét sújtotta, később azt is központi terv szerint építették ki. A 19. században is folytatódtak az építkezések, számos kormányzósági hivatal, oktatási és kulturális intézmény, így 1860-ban nyilvános könyvtár, 1866-ban múzeum alakult.
A Moszkva–Szentpétervár vasútvonal megnyitása (1851-ben?) a város gazdasági jelentőségét leértékelte, de elősegítette az ipar, főként a textilipar megtelepedését. 1853-ban gőzhajózási társaság, 1859-ben papírkészítő manufaktúra alakult, utóbbi hamarosan a gazdag Morozov kereskedőház tulajdonába ment át. A 19. század végén francia érdekeltségű vagongyárat alapítottak, a városban több bőr- és fafeldolgozó üzem, 1879-től nagy gőzmalom is működött. 1900-ban elkészült a Volgán átívelő első állandó híd. A századfordulón megjelentek az első telefonok, az első utcai lámpák, megnyílt az első mozi.

### 20. század
A szovjet időszakban, 1929-ben a Tveri kormányzóság megszűnt, a város a Moszkvai terület egyik járásának székhelye lett. 1931. november 20-án Kalinyin nevét vette fel, 1935-ben az újonnan alakult Kalinyini terület székhelye lett. A II. világháború idején két hónapra (október 14. – december 16.) a német csapatok kezére jutott, a harcokban nagyon komoly károkat szenvedett.
A háború utáni években újjáépült. Más szovjet nagyvárosokhoz hasonlóan az 1950-es években erőteljes ipartelepítés kezdődött. A városközpontban „szovjet klasszicista" stílusú több központi épületet emeltek, 1953-ban elkészült az új Volga-híd. Közben folytatódott a régi, főként egyházi épületek, templomok az 1930-as években elkezdett lerombolása.
1961-ben folyami kikötő létesült a Felső-Volga mélyvízi részén, a Moszkva–Szentpétervár főúton átadták a várost elkerülő autóutat és annak hídját, a következő évben elérte Kalinyint (a mai Tvert) a földgázvezeték. A város lélekszáma dinamikusan növekedett: 1959-ben 261 ezer fő; 1970-ben 345 ezer fő; 1979-ben 412 ezer fő. A lakásállomány és a beépített terület is bővült, különálló lakótelepek (ún. mikrorajonok) épültek, előrehaladt a közművesítés.
Az 1990-es évek kezdetén Tverben huszonnyolc iparágban körülbelül nyolcvan iparvállalat működött. 1990. július 17-én a város visszakapta régi nevét, és a Kalinyini terület neve Tveri területre változott.

## Gazdaság
A város iparára a feldolgozóipar magas aránya jellemző. 2011-ben az ipar szerkezetének kereken 80 %-át a feldolgozóipar, 20 %-át a villany-, gáz- és vízszolgáltatás, illetve -elosztás adta. Elsősorban gépipara jelentékeny, a korábban nagy súllyal szereplő textilipar jelentősége erősen visszaesett. 2011-ben a városban 120 közepes- és nagyvállalat működött.
- Tver legrégibb és napjainkban is egyik legjelentősebb iparvállalata a vagongyár, az 1898-ban franciák által alapított üzem utódja. A gyárban minőségi vasúti személykocsikat állítanak elő, a 21. század elején újabb jelentős korszerűsítést hajtottak végre.
- A járműiparhoz is kapcsolódik a pótkocsik, félpótkocsik, trailerek fejlesztésével, termelésével foglalkozó gépgyár (Tversztrojmas), valamint a kerekes és lánctalpas kotrógépeket előállító Ekszmas gyár.
- Egy másik gépipari nagyvállalatánál (Centroszvarmas) különböző típusú hegesztett szerkezetek készülnek számos iparágban és a vasút közlekedésben való felhasználásra.
- A világhírű svéd csapágygyár, az SKF 2010-ben kezdte meg Tverben kúpgörgős csapágyak gyártását vasúti járművek számára.[7]
- A vegyipar régi nagyvállalata a tveri műszálgyár, mely azonban 1995-ben négy önálló részvénytársaságra bomlott. A műszálgyártás szűkebb keretek között továbbra is folytatódik. Viszonylag új vegyipari üzemek:
  - 1995-ben kezdte meg az akkor alapított Kamit-cég a gumiabroncsgyártásban felhasznált ipari szövet, poliészter kord termelését.
  - 2001 óta van jelen a városban a Szibur-holding leányvállalata (Szibur-PETF), ahol az ásványvizes, üdítős PET palackok alapanyagát, polietilén-tereftalát granulátumot állítanak elő.
  - A tveri festékgyár autókarosszéria javításnál használatos különféle bevonóanyagok, festékek, valamint más ipari festékek gyártására specializálódott.
- A város hagyományosan a nyomdaipar egyik országos központja. Évtizedek óta az itteni nyomdászati kombinátban készül többek között a gyermekirodalmi könyvek és a tankönyvek jelentékeny része.

„Zöldmezős beruházásként” épült és 2009-ben kezdte meg működését a legkorszerűbb berendezésekkel felszerelt, nyugati minőségű színes kiadványokat, könyveket, albumokat kibocsátó a nyomda (Pareto-Print).
- 2010-ben újabb üzem, az elektromos vezetéket és gyengeáramú kábeleket gyártó Tverenergokabel kezdte meg a termelést.
- Itt működik Oroszország egyik legrégebbi és legjobbként elismert malomipari vállalata (Melkombinat).
- A textilipart korábban országosan sújtó válság következményeként több helyi textilgyár, köztük a nagymultú pamutszövőkombinát végleg bezárt.[8]

## Kultúra, felsőoktatás

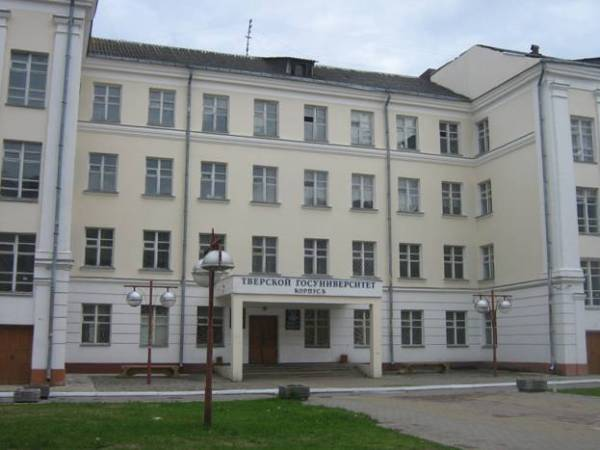
A Tveri Állami Egyetem épülete

A városnak öt önálló felsőoktatási intézménye van:
- Tveri Állami Egyetem (a korábbi tanítóképző főiskolából alapították 1971-ben)
- Tveri Műszaki Egyetem (1958-ig főiskola)
- Tveri Állami Orvostudományi Akadémia
- Tveri Mezőgazdasági Akadémia (1972-ig főiskola)
- Rakéta- és Légvédelmi Katonai Akadémia (1956 óta G. K. Zsukov marsall nevét viseli).

Ezenkívül más egyetemek fiókintézményei és több tudományos kutatóintézet is működik a városban. Az informatikai Centrprogrammszisztyem kutatóintézet például automata ellenőrző-, oktató- és információs rendszerek, információbiztonsági berendezések fejlesztésével foglalkozik.

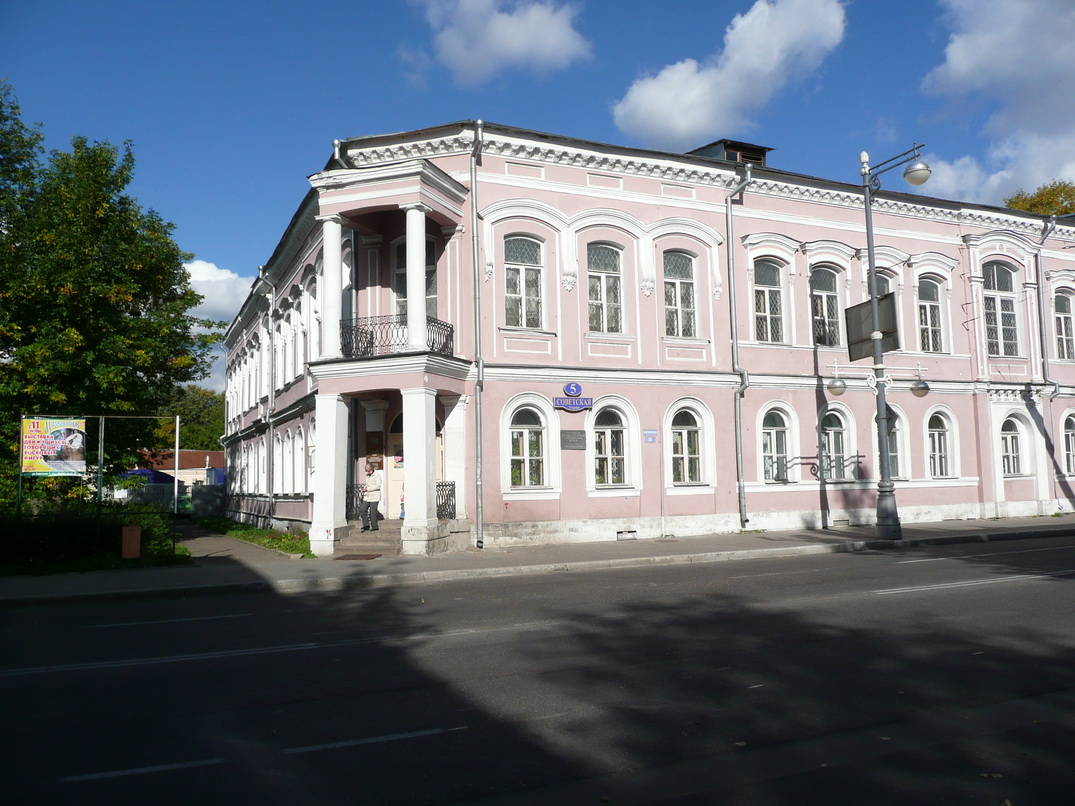
A múzeum (régen a reáliskola) épülete

A központi színházat több kisebb színház összevonásával az 1920-as években hozták létre. Mai épületét 1951-ben emelték a háborúban megsemmisült korábbi színházépület helyett.
A Tveri Állami Egyesített Múzeumot több múzeum összevonásával hozták létre 1977-ben. Központi és legrégebbi létesítménye a Tveri Helytörténeti Múzeum (1866-ban alapították), ezenkívül szervezetileg a Tveri terület kb. harminc múzeuma is az intézményhez tartozik. A helytörténeti múzeumot 1897-ben a Katalin-féle palotában helyezték el, 1995-ben az egykori reáliskola épületébe költöztették át.
1989-ben megkezdte rendszeres adását a helyi televízió.